# Dante Agostini (Musiker)
Dante Agostini (* 1. April 1921 in Mercatello sul Metauro; † 20. April 1980 in Paris, 19. Arrondissement) war ein französischer Schlagzeuger und Schlagzeuglehrer italienischer Herkunft.

## Leben und Wirken
Agostini studierte Musik bei dem Trompeter und Dirigenten Georges Prêtre und dem Fagottisten Maurice Allard sowie am Konservatorium in Douai bei Jack Diéval. Als Amateur begann er im Hot Club von Cambrai zu spielen, um dann als Berufsmusiker in Lille in den Bands von Benny Vasseur und dem Saxophonisten Georges Grenu zu arbeiten. 1947/48 gehörte er zur Formation von André Ekyan; dann arbeitete er mit Hubert Rostaing, Django Reinhardt, Hubert und Raymond Fol, Alix Combelle, Claude Bolling, Stéphane Grappelli, Don Byas, Bobby Jaspar, später auch mit Nathan Davis. 1957 trat er mit Jerry Mengo im Fernsehen auf. Im nächsten Jahr erschien bei Columbia die EP Au qui pêche Vol. 1, die er im Quartett von Michel Hausser aufgenommen hatte. Als Schlagzeuger hat er auch mit Frank Sinatra, Jerry Lewis, Luis Mariano, Jacques Hélian, Charles Trenet und Tino Rossi zusammengearbeitet.
1965 gründete Agostini in Paris die nach ihm benannte Schlagzeugschule, damals noch unter dem Namen École de batterie Dante Agostini – Kenny Clarke. Dort entwickelte er eine Lehrmethode mit dem Anspruch, alles über das Schlagzeugspiel an jeden Schüler zu vermitteln, vom Anfänger bis zum Profi. Das daraus entstandene Lehrbuch umfasst heute (2008) mehr als 25 Hefte, außerdem drei CDs. Es gilt als das meistverkaufte Schlagzeuglehrbuch der Welt.
Agostini hat außerdem ein Notensystem mit dem Anspruch entwickelt, dass eine Schlagzeug-Komposition damit so genau notiert werden kann, dass sie von jedem Schlagzeuger originalgetreu nachgespielt werden kann (Angabe des Fingersatzes, einheitliche Symbole und einheitliche Anordnung in der Partitur).